# Coupe du monde de marathon FINA de nage en eau libre 2012
Navigation
Édition 2011 Édition 2013
L'édition 2012 de la Coupe du monde de marathon de nage en eau libre, se dispute entre les mois de janvier et octobre.
Les étapes répartis sur 3 continents sont au nombre de 8.

## Les étapes
| Date       | Lieu             |
| ---------- | ---------------- |
| 29 janvier | Santos           |
| 4 février  | Patagones-Viedma |
| 1er avril  | Eilat            |
| 24 avril   | Cancún           |
| 26 juillet | Lac St-Jean      |
| 11 août    | Lac Mégantic     |
| 7 octobre  | Hong Kong        |
| 14 octobre | Shantou          |

## Attribution des points
À chacune des étapes du circuit 2012 du Grand Prix de nage en eaux libres, des points sont attribués suivant la grille suivante à tous les nageurs terminant la course dans le délai imparti. Les points sont doublés lors de la dernière course de la saison.
| Classement | Points |
| ---------- | ------ |
| 1          | 20     |
| 2          | 18     |
| 3          | 16     |
| 4          | 14     |
| 5          | 12     |
| 6          | 10     |
| 7          | 8      |
| 8          | 6      |
| 9          | 4      |
| 10         | 3      |
| >10        | 2      |

## Classement

### Hommes
| Place | Nom                 | Nationalité | Point |
| ----- | ------------------- | ----------- | ----- |
| 1     | Spyrídon Yanniótis  | Grèce       | 134   |
| 2     | Christian Reichert  | Allemagne   | 92    |
| 3     | Allan Do Carmo      | Brésil      | 72    |
| 4     | Andreas Waschburger | Allemagne   | 59    |
| 5     | Ferry Weertman      | Pays-Bas    | 38    |

### Femmes
| Place | Nom               | Nationalité | Point |
| ----- | ----------------- | ----------- | ----- |
| 1     | Ana Marcela Cunha | Brésil      | 160   |
| 2     | Nadina Reichert   | Allemagne   | 106   |
| 3     | Angela Maurer     | Allemagne   | 103   |
| 4     | Olga Beresnyeva   | Ukraine     | 48    |

## Vainqueurs par épreuve
| Étapes           | Hommes              | Hommes             |                    | Femmes             | Femmes |
| Étapes           | Vainqueur           | Temps              | Vainqueur          | Temps              |        |
| Santos           | Spyridon Gianniotis | 2 h 11 min 39 s 51 | Martina Grimaldi   | 2 h 22 min 23 s 94 |        |
| Patagones-Viedma | Spyridon Gianniotis | 1 h 55 min 29 s 01 | Eva Fabian         | 2 h 02 min 08 s 11 |        |
| Eilat            | Spyridon Gianniotis | 1 h 52 min 32 s 45 | Ana Marcela Cunha  | 2 h 02 min 37 s 45 |        |
| Cancún           | Thomas Lurz         | 1 h 57 min 16 s 51 | Ana Marcela Cunha  | 2 h 09 min 14 s 78 |        |
| Lac St-Jean      | Richard Weinberger  | 1 h 56 min 05 s 04 | Eva Fabian         | 2 h 02 min 04 s 07 |        |
| Lac Mégantic     | Evgeny Drattsev     | 1 h 59 min 02 s 42 | Christine Jennings | 2 h 05 min 56 s 76 |        |
| Hong Kong        | Rhys Mainstone      | 1 h 57 min 36 s 20 | Ana Marcela Cunha  | 2 h 11 min 48 s 30 |        |
| Shantou          | Spyridon Gianniotis | 1 h 50 min 41 s 70 | Ana Marcela Cunha  | 1 h 58 min 12 s 90 |        |